# Анри Люксембургски
Анри Люксембургски, пълно име Анри Албер Габриел Феликс Мари Гийом, е настоящият велик херцог на Люксембург, който управлява от 7 октомври 2000 г.

## Биография
Роден е на 16 април 1955 г. в град Люксембург, столицата на Великото херцогство Люксембург.
Той е най-възрастният син на великия херцог Жан и принцеса Жозефина Шарлот от Белгия и първи братовчед на сегашния крал на белгийците Филип.
Член е на Международния олимпийски комитет от 1998 г. Става велик херцог на Люксембург след отричане от властта от херцог Жан.

### Образование
Анри получава средно образование в Люксембург, след това учи във Франция, където получава бакалавърска степен през 1974 г. През 1975 г. завършва Кралската военна академия Сандхърст във Великобритания. След това учи в Женевския университет, където през 1980 г. получава степен по политология. Обучава се в САЩ. Той е почетен доктор по хуманитарни науки от университета Сакрет Хърт, Кънектикът, САЩ и почетен доктор по право от университета в Маями. Той е и почетен доктор по икономика в университета Кхон Каен, Тайланд, и почетен доктор по политически науки в университета в Трир, Германия. Към момента той има две военни звания – генерал от Люксембургската армия и почетен майор от Британския парашутен полк (от 1989).

### Социални и политически дейности
От 1980 до 1988 г. той е член на Държавния съвет на Люксембург (консултативен орган на големия херцог). През март 1998 г. е назначен за представител на великия херцог. Той става Велик херцог на Люксембург на 7 октомври 2000 г. след абдикацията на херцог Жан. От февруари 1998 г. е член на Международния олимпийски комитет. Той е активен защитник на дивата природа, полага много усилия, за да запази уникалната екосистема на Галапагоските острови (Еквадор).

## Личен живот
Сред хобитата му са четене, класическа музика, лов и спорт (планински и водни ски, плуване, яхти, тенис), любителско радио. Освен люксембургски, той говори и английски, френски и немски език.

### Семейство
Докато учи в Университета в Женева, Хенри се запознава с Мария-Тереза Местре, която също изучава политически науки. Родителите ѝ Хосе Антонио Местре и Мария Тереза Батиста са родени във Ведадо (Хавана, Куба) и са потомци на буржоазни и благородни испански семейства и дори конкистадори. Те напускат Куба по време на революцията през октомври 1956 г. и се преместват в Ню Йорк. Там Мария Тереза получава основно и средно образование, посещава класове по пеене и балетна школа.